# Athyrium fuscopaleaceum
Athyrium fuscopaleaceum är en majbräkenväxtart som beskrevs av Kurata. Athyrium fuscopaleaceum ingår i släktet Athyrium och familjen Athyriaceae. Inga underarter finns listade.